# Marismeña (cheval)
Pour les articles homonymes, voir Marismeña.
La Marismeña (espagnol : caballo marismeño) est une race de chevaux indigène des marais du fleuve Guadalquivir, en Espagne, auxquels elle doit son nom. Ce cheval ibérique est adapté à son rude biotope, avec ses sabots larges lui permettant de se déplacer facilement dans les marais. Ces chevaux sont plus particulièrement visibles pendant la Saca de las Yeguas, organisée à Almonte chaque 26 juin. Bien que la Marismeña reste une race rare, ses effectifs sont en croissance depuis les années 2000 et 2010. 

## Histoire
Bien que la race ait une origine ancestrale, sa reconnaissance est récente, les démarches entreprises dans ce sens remontant à 2003.
En 2009, il ne reste que 814 sujets, mais la population croît les années suivantes. 

## Description

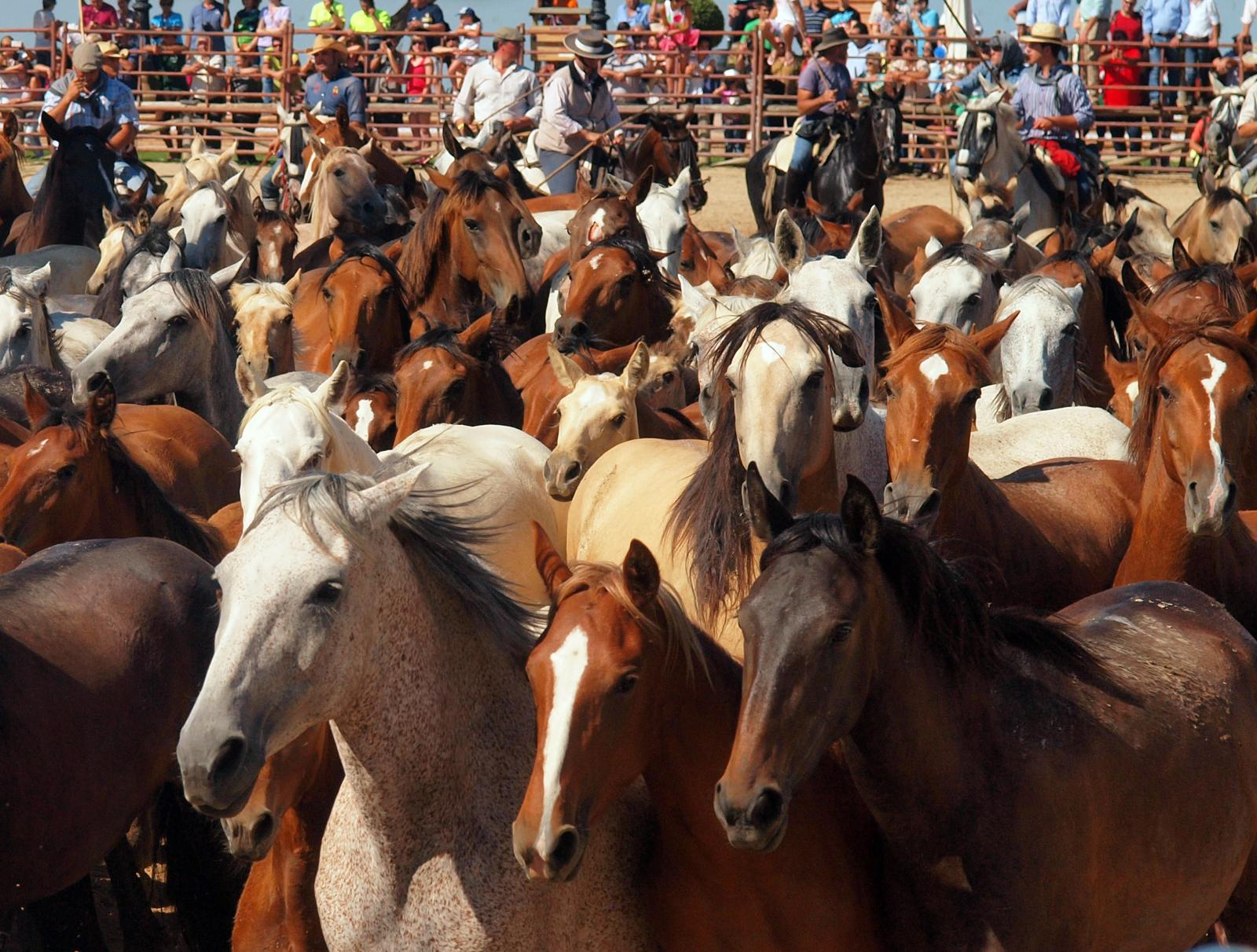
Groupe de Marismeña pendant la Saca de las Yeguas, à Almonte, 26 juin 2014.

Le site officiel du Ministerio de Medio Ambiente y Medio Rural y Marino et le guide Delachaux (2016) indiquent une taille de 1,40 m chez les femelles et 1,48 m chez les mâles. Le modèle, eumétrique et de proportions sublongilignes, est celui du cheval ibérique, avec une tête large au profil convexe, une encolure courte, un ventre volumineux, et une queue attachée bas ; les membres sont fins et de longueur moyenne, ces chevaux paraissent près de terre. Les larges sabots sont adaptés à l'environnement humide. La couleur de robe peut-être très variée, mais elle est plus généralement baie, alezane ou noire,.
Ces chevaux sont particulièrement résistants aux conditions naturelles de leur biotope, étant capables de se nourrir par eux-mêmes toute l'année.
Ces chevaux sont essentiellement élevés en semi-liberté dans les zones des marais du Guadalquivir. Les animaux sont rassemblés dans des enclos une fois par an, pour l aSaca de las Yeguas, de manière à gérer le cheptel. Ce jour est traditionnellement le 26 juin.
La diversité génétique a fait l'objet d'une étude en 2014 : la diversité est bonne et la population homogène, reflétant une gestion localement efficace.
La race est gérée localement par l'Asociación de Criadores de Ganado Marismeño.

## Utilisations
La race est essentiellement employée en équitation de loisir. La Saca de las Yeguas attire de nombreux touristes.  

## Diffusion de l'élevage

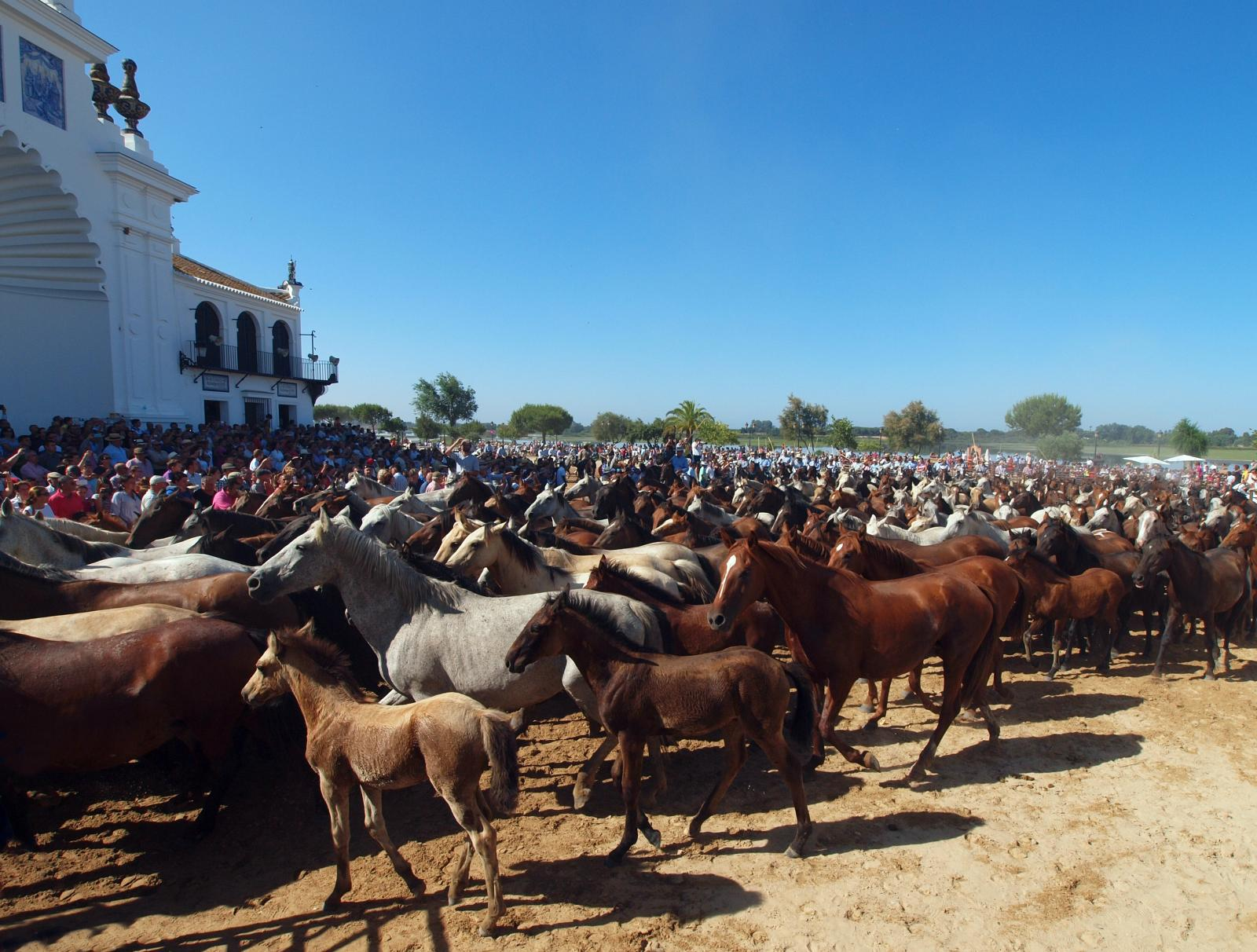
Groupe de Marismeña et leurs poulains pendant la Saca de las Yeguas, à Almonte, 26 juin 2014.

La race est propre à l'espace naturel Doñana, en Andalousie ; elle est considérée comme un bien socioculturel de la ville d'Almonte. . Chaque année, des juments passent à travers l'ermitage d'El Rocío et dans les rues d'Almonte dans le cadre de la gestion du cheptel le 26 juin, ce qui est l'occasion d'organiser une foire pour promouvoir la race.
La Marismeña est signalée en danger d'extinction sur la base de données DAD-IS. En 2014, l'effectif enregistré est de 1 226 individus. 